# أنجيرلو (أنجيرلو)
أنجیرلو (بالفارسية: انجیرلو) هي قرية تقع في إيران في أردبيل. يقدر عدد سكانها بـ 929 نسمة .